# Taylor Spivey
Taylor Spivey (Redondo Beach, 13 de abril de 1991) es una deportista estadounidense que compite en triatlón.
Participó en los Juegos Olímpicos de París 2024, obteniendo una medalla de plata en la prueba de relevo mixto.
Ganó una medalla de bronce en el Campeonato Mundial de Triatlón de 2021, dos medallas en el Campeonato Mundial de Triatlón por Relevos Mixtos, plata en 2020 y bronce en 2022, y dos medallas en el Campeonato Panamericano de Triatlón, oro en 2018 y plata en 2017.

## Palmarés internacional
| Juegos Olímpicos                      | Juegos Olímpicos          | Juegos Olímpicos  | Juegos Olímpicos |
| Año                                   | Lugar                     | Medalla           | Prueba           |
| ------------------------------------- | ------------------------- | ----------------- | ---------------- |
| 2024                                  | París (Francia)           | Medalla de plata  | Relevo mixto     |
| Campeonato Mundial                    |                           |                   |                  |
| Año                                   | Lugar                     | Medalla           | Prueba           |
| 2021                                  | Edmonton (Canadá)         | Medalla de bronce | Individual       |
| Campeonato Mundial por Relevos Mixtos |                           |                   |                  |
| Año                                   | Lugar                     | Medalla           | Prueba           |
| 2020                                  | Hamburgo (Alemania)       | Medalla de plata  | Relevo mixto     |
| 2022                                  | Montreal (Canadá)         | Medalla de bronce | Relevo mixto     |
| Campeonato Panamericano               |                           |                   |                  |
| Año                                   | Lugar                     | Medalla           | Prueba           |
| 2017                                  | Sarasota (Estados Unidos) | Medalla de plata  | Relevo mixto     |
| 2018                                  | Sarasota (Estados Unidos) | Medalla de oro    | Relevo mixto     |